# 新井欣弥
新井 欣弥(あらい きんや、1931年(昭和6年) - )は日本の実業家。鹿島建設株式会社代表取締役元副社長、鹿島出版会元社長。

## 略歴
昭和6年茨城県生まれ。昭和21年旧制水戸中学校(現水戸第一高等学校)入学。疎開先の旧制新庄中学（現新庄北高等学校）に在籍した後、昭和25年水戸中学校卒業。昭和28年法政大学経済学部卒業、鹿島建設株式会社入社。建築本部経理部長、東京支店次長兼支店長室長等を経て平成2年より取締役、常務、専務を歴任。平成9年代表取締役副社長に就任。さらに鹿島出版会社長。